# Псекабс
Псекабс — река в России, протекает в Краснодарском крае. Устье реки находится в 40 км по правому берегу реки Шебш. Длина реки — 12 км, площадь водосборного бассейна — 66,4 км².

## Данные водного реестра
По данным государственного водного реестра России относится к Кубанскому бассейновому округу, водохозяйственный участок реки — Афипс, в том числе Шапсугское водохранилище. Речной бассейн реки — Кубань.
Код объекта в государственном водном реестре — 06020001512108100005604.